# Заречный (Бурятия)
Заре́чный (бур. Гол Саана Бага Хороо) — упразднённый посёлок городского типа, находившийся в подчинении Советском районе города Улан-Удэ Бурятии. В 2009 году включен в состав города и исключен из учётных данных.

## География
Расположен на западном, левом, берегу реки Селенги.

## История
12 декабря 1964 года передан в Улан-Удэнский район.
9 ноября 1983 года населённый пункт Заречный отнесён к категории рабочих посёлков и передан из Улан-Удэнского района в Улан-Удэнский горсовет.
Постановлением Народного Хурала Республики Бурятия от 3 декабря 2009 года № 1233-IV посёлок Заречный присоединен к Советскому району города Улан-Удэ.

## Население
| 1989 | 2002  | 2009    |
| ---- | ----- | ------- |
| 7935 | ↗9988 | ↗11 805 |

## Инфраструктура
Строительный комбинат.
Территориально-общественные самоуправления «Заречный» и «Левобережье», библиотека, средняя общеобразовательная школа, лицей-интернат, КДЦ «Заречный», ДПЦ «Форус», детская школа искусств.